# Anna Musiała

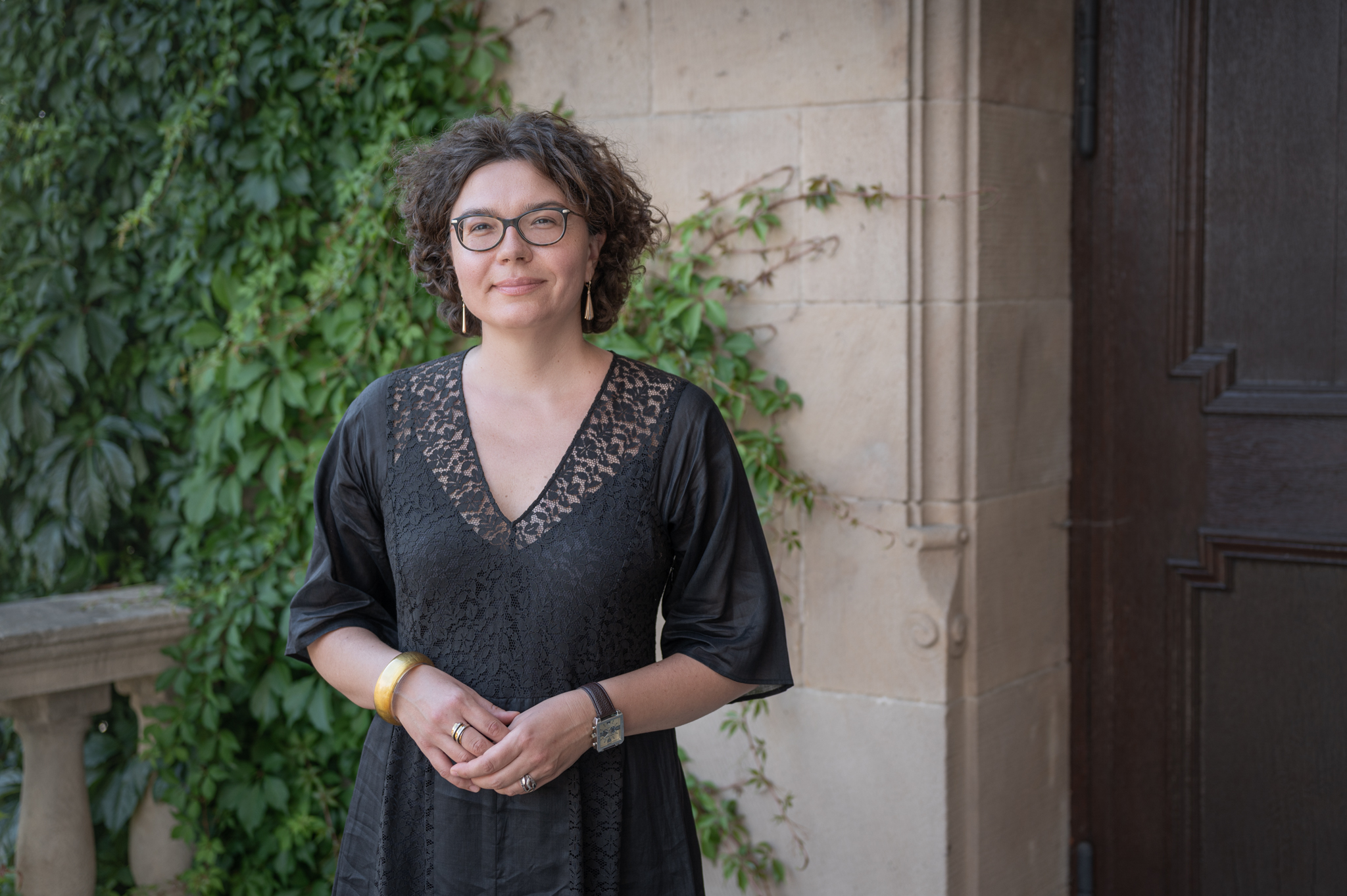

Anna Maria Musiała – polska profesor nauk prawnych, specjalistka w zakresie prawa pracy. Pracuje na Wydziale Prawa i Administracji Uniwersytetu im. Adama Mickiewicza w Poznaniu. Dyrektor Centrum Badań Zaawansowanych UAM.

## Życiorys
Studia prawnicze ukończyła w 2003 na Wydziale Prawa i Administracji UAM. W 2006 otrzymała stopień doktora na podstawie pracy pt. Prawne problemy nieodpłatnego zatrudnienia. Habilitowała się w 2014 na podstawie oceny dorobku naukowego i rozprawy Porozumienia zbiorowe jako źródło prawa pracy. Od 2006 pracuje w Katedrze Prawa Pracy i Prawa Socjalnego na Wydziale Prawa i Administracji UAM. Postanowieniem Prezydenta RP z dnia 28 września 2020 r. otrzymała tytuł profesora nauk społecznych w dyscyplinie prawo.
Stypendystka Rządu Republiki Francuskiej w Paryżu, na Uniwersytecie Nanterre X (2006). Odbyła również staż naukowy w Collège de France (2014–2015) w ‍Katedrze ‍Prof. ‍Alain ‍Supiot ‍(État ‍social ‍et ‍mondialisation: ‍analyse ‍juridique ‍de ‍solidarité). 
W 2011 otrzymała stypendium dla Wybitnych Młodych Naukowców, przyznawane przez ministra nauki i szkolnictwa wyższego.
Kuratorka cyklu ogólnopolskich konferencji „Nauka i praktyka w służbie człowiekowi pracy”, które od 2016 odbywają się na Wydziale Prawa i Administracji UAM, i są organizowane we współudziale Okręgowego Inspektoratu Pracy w Poznaniu.
Jej monografia Polskie prawo pracy a społeczna nauka Kościoła. Studium prawno-społeczne została dwukrotnie wyróżniona: Nagrodą im. Anieli Hrabiny Potulickiej, przyznawaną przez Fundację Potulicka przy Katolickim Uniwersytecie Lubelskim za wybitne osiągnięcia naukowe wpisujące się w idee chrześcijańskiego humanizmu, a także Nagrodą Naukową I stopnia Rektora Uniwersytetu im. Adama Mickiewicza w Poznaniu.

## Wybrane publikacje
- Prawne aspekty wolontariatu, 2003, ISBN 83-87116-69-6
- Zatrudnienie niepracownicze, 2011, ISBN 978-83-7641-425-6
- Porozumienia zbiorowe jako źródło prawa pracy, 2013, ISBN 978-83-232-2566-9
- Polskie prawo pracy a społeczna nauka Kościoła. Studium prawno-społeczne, 2019, ISBN 978-83-232-3428-9
- Polish labour law and the Church's social teaching. Legal and social study, 2019, ISBN 978-83-232-3560-6
- Prawo pracy: czyje? Res publica! O stosunku pracy teoretycznoprawnie, 2020, ISBN 978-83-232-3644-3
- ponadto glosy do orzeczeń sądów, rozdziały w pracach zbiorowych i artykuły publikowane w czasopismach prawniczych, m.in. w „Państwie i Prawie”, „Orzecznictwie Sądów Polskich” oraz „Pracy i Zabezpieczeniu Społecznym”[3][8][9]